# MIMO
MIMO (англ. multiple-input and multiple-output) — метод пространственного кодирования сигнала, позволяющий увеличить полосу пропускания канала, в котором передача данных и прием данных осуществляются системами из нескольких антенн. Передающие и приёмные антенны разносят так, чтобы интерференция между соседними антеннами была слабой.

## Определение систем MIMO
В современных системах связи, например, в сотовых системах связи, высокоскоростных локальных вычислительных сетях и др., существует необходимость повышения пропускной способности. Пропускная способность может быть увеличена путём расширения полосы частот. Тем не менее, применимость этих методов ограничена из-за требований биологической защиты, ограниченной мощности источника питания (в мобильных устройствах) и электромагнитной совместимости. Поэтому, если в системах связи эти подходы не обеспечивают необходимой скорости передачи данных, то эффективным может оказаться применение адаптивных антенных решёток со слабо коррелированными антенными элементами. Системы связи с такими антеннами получили название систем MIMO.

## Канал MIMO
В общем случае в канале наблюдаются межсимвольная интерференция и частотная селективность, но во многих случаях длительность импульсов в беспроводных системах связи намного больше задержек сигналов, поступающих на приёмную антенну, что даёт возможность пренебрегать межсимвольной интерференцией в канале. Частотную селективность также приходится принимать во внимание, например, в системах связи стандарта IEEE 802.11, где используется технология OFDM. Однако в некоторых ситуациях можно использовать модель канала без частотной селективности.

## Математическая модель MIMO
Рассмотрим MIMO-систему с N передающими и M приемными антеннами (антенными элементами). Свойства MIMO-канала, соединяющего n-й передающий элемент с m-м приёмным элементом, описываются комплексными канальными коэффициентами {\displaystyle h_{nm}}, образующими канальную матрицу {\displaystyle \mathbf {H} } размера N × M. Их значения случайно изменяются со временем из-за наличия многолучевого распространения сигнала. Если
{\displaystyle {\vec {s}}} — вектор передаваемых сигналов;
{\displaystyle {\vec {z}}} — вектор собственных шумов приёмных элементов антенны;
{\displaystyle {\vec {x}}} — вектор принятого сообщения,
то сигнал на приёмной стороне записывается следующим образом:
{\displaystyle {\vec {x}}=\mathbf {H} \cdot \ {\vec {s}}+{\vec {z}}.}
Матрица {\displaystyle \mathbf {H} } считается нормированной.

## Обработка сигналов на приёмной стороне MIMO-системы
Среди алгоритмов обработки сигналов на приёмной стороне можно выделить:
- алгоритмы, основанные на методе максимального правдоподобия (maximum likelihood, ML);
- алгоритмы, основанные на методе минимальных среднеквадратичных отклонений (МСКО);
- алгоритмы, основанные на методе форсирования нуля (обнуления, англ. zero forcing, ZF).

Также существует разделение на ортогональные и неортогональные методы кодирования/декодирования.
Основной задачей любого метода является поиск решений из числа всех возможных по наименьшему евклидовому расстоянию между переданным символом и одним из возможных {\displaystyle (2^{K})} решений.
Метод МСКО предполагает декодирование принятого сигнала по формуле
{\displaystyle {\widehat {\mathbf {\Theta } }}=({\mathbf {H} \mathbf {H} ^{-1}}-2\sigma ^{2}\cdot \mathbf {I} )\cdot \mathbf {H} ^{'}\mathbf {Y} .}
Метод форсирования нуля предполагает декодирование по формуле
{\displaystyle {\widehat {\mathbf {\Theta } }}=(\mathbf {H} \mathbf {H} ^{-1})\cdot \mathbf {H} ^{'}\mathbf {Y} .}
Метод максимального правдоподобия основан на поиске минимального расстояния от принятого символа до одного из возможных значений сигнального созвездия. Поиск «слепым» перебором наиболее труден, поскольку число операций здесь пропорционально[прояснить], где K — кратность манипуляции.
Для снижения вычислительной сложности этой задачи декодирование разделяется на 2 этапа:
- «Мягкое» декодирование, то есть приведение принятого символа к одному из {\displaystyle 2^{G}} решений при том, что {\displaystyle G>K}.
- «Жёсткое декодирование», то есть определение окончательного решения путём нахождения наименьшего дискретного расстояния Хэмминга между «мягким» и «жёстким» решениями.

### Методы пространственно-временного кодирования

#### Блочные методы пространственно-временного кодирования
Упрощённо, принцип блочного кодирования заключается в разбиении потока данных на блоки и ретрансляции блока в различные временны́е интервалы. Таким образом соблюдается принцип неоднократной посылки данных и улучшается помехоустойчивость схемы MIMO как таковой. Однако энергетического выигрыша кодирования по помехоустойчивости (ЭВК) блочные коды не дают.
Наиболее простой и распространенной схемой является так называемая схема Аламоути, согласно которой данные в кодере распределяются в соответствии с матрицей
{\displaystyle \mathbf {H} ={\begin{pmatrix}x_{1}&x_{2}\\-x_{2}^{*}&x_{1}^{*}\\\end{pmatrix}}.}
Таким образом, первая антенна передаёт подряд символы ({\displaystyle x_{1}}) и ({\displaystyle -x_{2}^{*}}), вторая — ({\displaystyle x_{2}}) и ({\displaystyle x_{1}^{*}}). Иногда, в частности в информационных технологиях и телекоммуникациях, применяют транспонированную матрицу H. Кодовая скорость здесь равна 1, то есть данная схема не даёт выигрыша по скорости передачи данных, но может использоваться для предотвращения негативных воздействий замираний (здесь предполагается, что обе антенны не могут одновременно находиться в «плохих» с точки зрения помех положениях).
Декодирование происходит по схеме максимального правдоподобия.

#### Решётчатое пространственно-временное кодирование
Пропускная способность системы в целом и её частота битовых ошибок (BER) также в немалой степени определяются выбранными алгоритмами декодирования. Все основные алгоритмы декодирования строятся на следующих возможных принципах:
- принцип максимального правдоподобия;
- принцип минимальной среднеквадратичной ошибки;
- принцип обнуления (ZF — zero forcing);
- принцип решётчатого кодирования (выражается в присвоении каждому переходу от одного символа к другому уникальной последовательности битов, формируемой на основе заранее известного полинома).

Кодер STTC представляет собой совокупность модулятора M-PSK либо M-QAM и решётчатого кодера с заданным полиномом (в частности, кодера Витерби).

### Неортогональные методы пространственно-временного кодирования

#### BLAST
Технология BLAST (Bell Labs Space-Time Transformation) предназначена для:
- распределения потоков модулированных данных по нескольким антенно-фидерным трактам приёмопередающего устройства;
- распределения входящих модулированных сигналов по временны́м слотам.

Существует два вида алгоритма BLAST:
Алгоритм BLAST с диагональным распределением временных слотов (D-BLAST)
Достоинством этого метода является возможность «разброса» данных одного канала не только по пространственным и частотным каналам, но и по временным промежуткам. Подобный алгоритм используется в системах Wi-Max.
Недостатками этого алгоритма являются:
- наличие временных потерь в начале и конце передачи,
- высокая сложность реализации,
- трудности кодирования.

Алгоритм BLAST с вертикальным распределением слотов (V-BLAST)
Достоинствами данного алгоритма являются:
- отсутствие временных потерь,
- меньшая сложность,
- простая структура кодеков.

### Варианты пространственногомультиплексирования
Пространственное разделение подканалов в системах MIMO может быть реализовано следующими способами:
1. Способом разнесения потоков по задержке.
2. Способом разнесения посредством пространственно-временного кодирования (логическое развитие первого способа).[2]
3. Способом ортогонального блочного кодирования (в частности, методом ортогонального блочного кодирования Аламоути)[2].
4. Способом ортогонального кодирования методом прямого расширения спектра DSSS[2].
5. Способом введения диаграммообразующей схемы (ДОС)[2][5].
6. Способом ортогонального расположения частот сигналов (несущих) по передающим трактам[2].
7. Способом ортогонального поляризационного разделения сигналов[2].
8. Сочетанием нескольких указанных способов.

## Наличие обратной связи
MIMO-системы можно классифицировать по наличию или отсутствию обратной связи:
1. MIMO с «открытой петлей» (англ. open-loop). В данном случае оценки канала на приёмном конце используются для коррекции искажений, вносимых каналом.
2. MIMO с «замкнутой петлей» (англ. closed-loop). Здесь, помимо оценки канала, на приёме и компенсации помех производится передача этих оценок на передающую сторону по т. н. обратному (англ. feedback) каналу. Основываясь на принятой информации, передатчик производит перераспределение мощностей в своих передающих трактах с тем, чтобы увеличить мощность трактов, передающих по каналам с высокой интенсивностью замираний, а также внести коррекцию по амплитуде и фазе при формировании диаграммы направленности антенны.

## Вопросы синхронизации
Наиболее распространённым методом синхронизации в OFDM-MIMO является метод пилотных сигналов (поднесущих).

## Применение технологии MIMO
Технология MIMO нашла практическое применение в беспроводных локальных сетях стандарта IEEE 802.11n, IEEE 802.11ac, а также в беспроводных сетях мобильной связи WiMAX и LTE.

## Моделирование MIMO-каналов
В простейшем случае (для релеевских замираний) моделирование канала связи MIMO может состоять в заполнении канальной матрицы {\displaystyle \mathbf {H} } случайными коэффициентами с нулевым средним и единичной дисперсией.

## Massive MIMO
Мassive MIMO — это технология, в которой количество пользовательских терминалов намного меньше, чем количество антенн базовой станции (мобильной станции).
Особенностью Massive MIMO является использование многоэлементных цифровых антенных решеток, с количеством антенных элементов 128, 256 и более. В целях упрощения аппаратной реализации и снижения стоимости таких многоканальных цифровых антенных решёток использование в них многомодовых оптоволоконных интерфейсов как разновидности радиофотоники является единственным разумным выбором не только при работе на приём сигналов, но и для передачи данных.
Снижению стоимости систем Massive MIMO в пересчёте на один канал способствует применение комбинированных методов децимации отсчётов АЦП, сочетающих снижение темпа поступления данных с их предварительной (anti aliasing) фильтрацией, смещением по частоте и квадратурной (I/Q) демодуляцией. Кроме того, упрощение обработки сигналов может достигаться адаптивным изменением количества каналов в системе Massive MIMO сообразно помеховой ситуации в эфире. Для этого следует использовать динамическую кластеризацию отдельных групп антенных элементов цифровой антенной решётки в подрешётки.
Схемотехническая база систем Massive MIMO базируется на использовании модулей обработки сигналов стандартов CompactPCI, PCI Express, OpenVPX и др. Технология Massive MIMO является одной из ключевых для реализации систем сотовой связи 5G и будет совершенствоваться по мере перехода к системам связи 6G.